# Megachile indica
Megachile indica là một loài Hymenoptera trong họ Megachilidae. Loài này được Gupta mô tả khoa học năm 1990.